# Deutsch Gyula
Deutsch Gyula (Budapest, 1931. – Belgium, Woluwe-Saint-Lambert, 2011. február 5.) magyar-belga kísérleti mag- és részecskefizikus, professzor emeritus, a Magyar Tudományos Akadémia külső tagja. 
A második világháború után hagyta el Magyarországot és Belgiumban telepedett le. A Louvain-la-Neuve-i Katolikus Egyetemen dolgozott közel 35 évet, mint kísérleti fizikus. Dolgozott még az Amerikai Egyesült Államokban, a CERN-ben, Kanadában. A magfizika terén végzett kutatói munkásságának elismeréseként több európai akadémia és tudóstársaság is tagjává választotta, ill. részesítette rangos elismerésben. A gyenge kölcsönhatás természetéről, a standard modell gyenge szektoráról írt alapvető cikkeket. 1996-ban vonult nyugdíjba. 2007-ben jelent meg az utolsó cikke. 2010-ben a Magyar Tudományos Akadémia külső tagjává választotta. 1988-ban megkapta a Belga Királyság Lovagrendje kitüntetést. 1962-ben a Belga Tudományos Akadémia a Wetrems-díjat ítélte neki.
Egykori leuveni diáktársaival (Lámfalussy Sándorral, Rezsőházy Rudolffal, Mándy Pállal) együtt egyik alapítója volt a Belgiumi Magyar Professzorok Körének